# لانفیا کامارا
لانفیا کامارا (انگلیسی: Lanfia Camara؛ زادهٔ ۳ اکتبر ۱۹۸۶) بازیکن فوتبال اهل گینه است.
وی همچنین در تیم ملی فوتبال گینه بازی کرده است.